# 대화 (십국)
대화(大和, 929년 11월 ~ 935년 9월)는 양오(楊吳) 예제(睿帝) 양부(楊溥)의 세번째 연호이다. 5년 9개월 가량 사용하였다.

## 개원
- 건정(乾貞) 3년 11월 27일[1](929년 12월 30일)에 연호를 대화(大和)로 개원함.[2][3][4]

- 대화(大和) 7년 9월 4일[5](935년 10월 4일)에 연호를 천조(天祚)로 개원함.[6][3][4]

## 연대 대조표
| 대화       | 원년           | 2년                 | 3년        | 4년        | 5년             | 6년                                 | 7년             |
| 서기(西紀) | 929년          | 930년               | 931년      | 932년      | 933년           | 934년                               | 935년           |
| 간지(干支) | 기축(己丑)     | 경인(庚寅)          | 신묘(辛卯) | 임진(壬辰) | 계사(癸巳)      | 갑오(甲午)                          | 을미(乙未)      |
| 후당(後唐) | 천성(天成) 4년 | 5년 장흥(長興) 원년 | 2년        | 3년        | 4년             | 5년 응순(應順) 원년 청태(淸泰) 원년 | 2년             |
| 남한(南漢) | 대유(大有) 2년 | 3년                 | 4년        | 5년        | 6년             | 7년                                 | 8년             |
| 오월(吳越) | 보정(寶正) 4년 | 5년                 | 6년        | -          | -               | -                                   | -               |
| 민(閩)     | -              | -                   | -          | -          | 용계(龍啓) 원년 | 2년                                 | 영화(永和) 원년 |
| 후촉(後蜀) | -              | -                   | -          | -          | -               | 명덕(明德) 원년                     | 2년             |

## 같이 보기
- 다른 왕조의 같은 연호
  - 당(唐) 대화(大和, 827년 ~ 835년)
  - 후 레 왕조(後黎朝) 다이호아(大和, 1443년 ~ 1453년)
- 중국의 연호 목록